# Lijst van olympische medaillewinnaars softbal
Softbal is een voormalige olympische sport, die op de Olympische Spelen werd beoefend. De sport werd alleen door vrouwen beoefend (als tegenhanger van honkbal bij de mannen). Softbal was voor het eerst opgenomen op het programma van de Zomerspelen van 1996 en stond op de Zomerspelen van 2008 (voorlopig) voor het laatst op het programma. Op de Olympische Zomerspelen van 2020 keert de sport terug. Deze pagina geeft de lijst van olympische medaillewinnaars in deze sport.

## Medaillewinnaars
N.B. Bij meervoudige medaillewinnaars staan aantal medailles als (goud-zilver-brons) weergegeven.
| Editie | Goud | Zilver | Brons |
| ------ | --- | --- | --- |
| 1996   | Verenigde Staten Laura Berg Gillian Boxx Sheila Cornell Lisa Fernandez Michele Granger Lori Harrigan Dionna Harris Kim Maher Leah O'Brien Dot Richardson Julie Smith Michele Mary Smith Shelly Stokes Danielle Tyler Christa Lee Williams                                                                                                 | China An Zhongxin Chen Hong He Liping Lei Li Liu Xuqing Liu Yaju Ma Ying Ou Jingbai Tao Hua Wang Lihong Wang Ying Wei Qiang Xu Jian Yan Fang Zhang Chunfang | Australië Joanne Brown Kim Cooper Carolyn Crudgington Kerry Dienelt Peta Edebone Tanya Harding Jennifer Holliday Jocelyn Lester Sally McDermid Francine McRae Haylea Petrie Nicole Richardson Melanie Roche Natalie Ward Brooke Wilkins                                                                                |
| 2000   | Verenigde Staten Laura Berg (2-0-0) Sheila Cornell-Douty (2-0-0) Lisa Fernandez (2-0-0) Lori Harrigan (2-0-0) Leah O'Brien (2-0-0) Dot Richardson (2-0-0) Michele Mary Smith (2-0-0) Christa Lee Williams (2-0-0) Christie Ambrosi Jennifer Brundage Crystl Bustos Danielle Henderson Jennifer McFalls Stacey Nuveman Michelle Venturella | Japan Misako Ando Yumiko Fujii Taeko Ishikawa Kazue Ito Yoshimi Kobayashi Shiori Koseki Mariko Masubuchi Naomi Matsumoto Emi Naito Haruka Saito Juri Takayama Hiroko Tamoto Reika Utsugi Miyo Yamada Noriko Yamaji | Australië Joanne Brown (0-0-2) Kerry Dienelt (0-0-2) Peta Edebone (0-0-2) Tanya Harding (0-0-2) Sally McDermid (0-0-2) Melanie Roche (0-0-2) Natalie Ward (0-0-2) Brooke Wilkins (0-0-2) Sandra Allen Sue Fairhurst Selina Follas Fiona Hanes-Crawford Kelly Hardie Simmone Morrow Natalie Titcume                     |
| 2004   | Verenigde Staten Laura Berg (3-0-0) Lisa Fernandez (3-0-0) Lori Harrigan (3-0-0) Leah O'Brien-Amico (3-0-0) Crystl Bustos (2-0-0) Stacey Nuveman (2-0-0) Jennie Finch Tairia Flowers Amanda Freed Lovieanne Jung Kelly Kretschman Jessica Mendoza Cat Osterman Jenny Topping Natasha Watley                                               | Australië Peta Edebone (0-1-2) Tanya Harding (0-1-2) Melanie Roche (0-1-2) Natalie Ward (0-1-2) Brooke Wilkins (0-1-2) Sandra Allen (0-1-1) Fiona Hanes-Crawford (0-1-1) Simmone Morrow (0-1-1) Natalie Titcume (0-1-1) Marissa Carpadios Amanda Doman Natalie Hodgskin Tracey Mosley Stacey Porter Kerry Wyborn        | Japan Kazue Ito (0-1-1) Emi Naito (0-1-1) Haruka Saito (0-1-1) Juri Takayama (0-1-1) Reika Utsugi (0-1-1) Noriko Yamaji (0-1-1) Emi Inui Yumi Iwabuchi Masumi Mishina Hiroko Sakai Naoko Sakamoto Rie Sato Yuki Sato Yukiko Ueno Eri Yamada                                                                            |
| 2008   | Japan Emi Inui (1-0-1) Masumi Mishina (1-0-1) Hiroko Sakai (1-0-1) Rie Sato (1-0-1) Yukiko Ueno (1-0-1) Eri Yamada (1-0-1) Naho Emoto Motoko Fujimoto Megu Hirose Sachiko Ito Ayumi Karino Satoko Mabuchi Yukiyo Mine Rei Nishiyama Mika Someya                                                                                           | Verenigde Staten Laura Berg (3-1-0) Crystl Bustos (2-1-0) Stacey Nuveman (2-1-0) Jennie Finch (1-1-0) Tairia Flowers (1-1-0) Lovieanne Jung (1-1-0) Kelly Kretschman (1-1-0) Jessica Mendoza (1-1-0) Cat Osterman (1-1-0) Natasha Watley (1-1-0) Monica Abbott Andrea Duran Victoria Galindo Lauren Lappin Caitlin Lowe | Australië Tanya Harding (0-1-3) Melanie Roche (0-1-3) Natalie Ward (0-1-3) Sandy Allen-Lewis (0-1-2) Simmone Morrow (0-1-2) Natalie Titcume (0-1-2) Tracey Mosley (0-1-1) Stacey Porter (0-1-1) Kerry Wyborn (0-1-1) Kelly Hardie (0-0-2) Jodie Bowering Kylie Cronk Justine Smethurst Danielle Stewart Belinda Wright |
|        | | | |
| 2020   | Japan Yukiko Ueno (2-0-1) Eri Yamada (2-0-1) Yukiyo Mine (2-0-0) Haruka Agatsuma Mana Atsumi Yamato Fujita Nozomi Goto Nodoka Harada Yuka Ichiguchi Hitomi Kawabata Nayu Kiyohara Sayaka Mori Minori Naito Reika Utsugi Yu Yamamoto | Verenigde Staten Cat Osterman (1-2-0) Monica Abbott (0-2-0) Ali Aguilar Valerie Arioto Ally Carda Amanda Chidester Rachel Garcia Haylie McCleney Michelle Moultrie Dejah Mulipola Aubree Munro Bubba Nickles Jeanie Reed Delaney Spaulding Kelsey Stewart                                                               | Canada Jenna Caira Emma Entzminger Larissa Franklin Jennifer Gilbert Sara Groenewegen Kelsey Harshman Victoria Hayward Danielle Lawrie Janet Leung Joey Lye Erika Polidori Kaleigh Rafter Lauren Regula Jennifer Salling Natalie Wideman                                                                               |

Atlanta 1996 · 
Sydney 2000 · 
Athene 2004 · 
Peking 2008 · 
Tokio 2020 · 
Los Angeles 2028 
Medaillewinnaars